# Samuel García Cabrera
Samuel García Cabrera (Santa Cruz de la Palma, 4 de diciembre de 1991) es un deportista español que compite en atletismo, especialista en las carreras de velocidad.
Ganó una medalla de bronce en el Campeonato Europeo de Atletismo de 2018, en la prueba de 4 × 400 m. Participó en los Juegos Olímpicos de Tokio 2020, ocupando el décimo lugar en el relevo 4 × 400 m mixto.

## Trayectoria
Es internacional desde 2009 cuando debutó en el Campeonato Europeo sub-20. Fue campeón de España de 400 m al aire libre en 2012, 2013 y 2014, y de 200 m en 2017.
En agosto de 2018 obtuvo la medalla de bronce en el Campeonato Europeo, en el relevo 4 × 400 junto con Lucas Búa, Óscar Husillos y Bruno Hortelano, con una marca de 3:00,78.
En 2021 participó en los Juegos Olímpicos de Tokio, en el relevo 4 × 400 m mixto, junto con Laura Bueno, Aauri Bokesa y Bernat Erta. A pesar de que batieron el récord de España, no lograron alcanzar la final.
En 2022 volvió a ser convocado para el equipo del relevo 4 × 400 m mixto del Campeonato del Mundo, pero no llegó a debutar al caer en primera ronda sin su participación. En cambio, el relevo masculino que formó con Iñaki Cañal, Lucas Búa y Óscar Husillos en el Campeonato de Europa logró el cuarto puesto, batiendo el récord de España con una marca de 3:00,54.
En 2025 volvió a correr el 4 × 400 m mixto, esta vez en los Relevos Mundiales, donde logró el pase al Campeonato del Mundo con un nuevo récord de España junto a David García Zurita, Carmen Avilés y Blanca Hervás.

## Palmarés internacional
| Campeonato Europeo | Campeonato Europeo | Campeonato Europeo | Campeonato Europeo |
| Año                | Lugar              | Medalla            | Prueba             |
| ------------------ | ------------------ | ------------------ | ------------------ |
| 2018               | Berlín (Alemania)  | Medalla de bronce  | 4 × 400 m          |

## Competiciones internacionales
| Representando a España | Representando a España               | Representando a España | Representando a España | Representando a España | Representando a España |
| Año                    | Competición                          | Lugar                  | Posición               | Evento                 | Tiempo                 |
| ---------------------- | ------------------------------------ | ---------------------- | ---------------------- | ---------------------- | ---------------------- |
| 2009                   | Campeonato Europeo Junior            | Novi Sad               | 9.º (s.)               | 4 × 400 m              | 3:23.93                |
| 2010                   | Campeonato Mundial Junior            | Moncton                | 12.º (s.)              | 4 × 400 m              | 3:11.59                |
| 2011                   | Campeonato Europeo Sub-23            | Ostrava                | 6.º                    | 4 × 400 m              | 3:07.58                |
| 2012                   | Campeonato Mundial en Pista Cubierta | Estambul               | 5.º                    | 4 × 400 m              | 3:10.01                |
| 2012                   | Campeonato Europeo                   | Helsinki               | DQ (s)                 | 400 m                  | --                     |
| 2012                   | Campeonato Europeo                   | Helsinki               | 10.º (s.)              | 4 × 400 m              | 3:09.11                |
| 2013                   | Campeonato Europeo en Pista Cubierta | Zúrich                 | 14.º (s.)              | 400 m                  | 47.76                  |
| 2013                   | Campeonato Europeo por Equipos       | Gateshead              | 8.º                    | 400 m                  | 46.89                  |
| 2013                   | Campeonato Europeo por Equipos       | Gateshead              | 7.º                    | 4 × 400 m              | 3:07.54                |
| 2013                   | Campeonato Europeo Sub-23            | Tampere                | 10.º (s.)              | 400 m                  | 46.98                  |
| 2013                   | Campeonato Europeo Sub-23            | Tampere                | 5.º                    | 4 × 400 m              | 3:05.28                |
| 2013                   | Campeonato Mundial                   | Moscú                  | 16.º (s.)              | 4 × 400 m              | 3:04.07                |
| 2014                   | Campeonato Mundial en Pista Cubierta | Sopot                  | 9.º (s.)               | 4 × 400 m              | 3:10.17                |
| 2014                   | Campeonato Europeo por Equipos       | Braunschweig           | 8.º                    | 4 × 400 m              | 3:07.01                |
| 2014                   | Campeonato Europeo                   | Zúrich                 | 7.º                    | 400 m                  | 46.35                  |
| 2014                   | Campeonato Europeo                   | Zúrich                 | 9.º (s.)               | 4 × 400 m              | 3:04.68                |
| 2015                   | Campeonato Europeo en Pista Cubierta | Praga                  | 14.º (sf.)             | 400 m                  | 47.95                  |
| 2015                   | Relevos Mundiales                    | Nasáu                  | 22.º (s.)              | 4 × 400 m              | 3:08.49                |
| 2015                   | Campeonato Europeo por Equipos       | Cheboksary             | 8.º                    | 400 m                  | 46.75                  |
| 2015                   | Campeonato Europeo por Equipos       | Cheboksary             | 7.º                    | 4 × 400 m              | 3:06.35                |
| 2016                   | Campeonato Europeo                   | Ámsterdam              | 20.º (sf.)             | 400 m                  | 46.43                  |
| 2016                   | Campeonato Europeo                   | Ámsterdam              | 10.º (s.)              | 4 × 400 m              | 3:04.77                |
| 2017                   | Campeonato Europeo en Pista Cubierta | Belgrado               | 6.º                    | 400 m                  | 46.74                  |
| 2017                   | Campeonato Europeo por Equipos       | Lille                  | 4.º                    | 400 m                  | 45.60                  |
| 2017                   | Campeonato Europeo por Equipos       | Lille                  | 1.º                    | 4 × 400 m              | 3:02.32 EL             |
| 2017                   | Campeonato Mundial                   | Londres                | 39.º (s.)              | 400 m                  | 46.37                  |
| 2017                   | Campeonato Mundial                   | Londres                | 5.º                    | 4 × 400 m              | 3:00.65                |
| 2018                   | Campeonato Mundial en Pista Cubierta | Birmingham             | 7.º (s.)               | 4 × 400 m              | 3:07.52                |
| 2018                   | Campeonato Europeo                   | Berlín                 | 21.º (sf.)             | 400 m                  | 45.87                  |
| 2018                   | Campeonato Europeo                   | Berlín                 | Medalla de bronce      | 4 × 400 m              | 3:00.78                |
| 2019                   | Campeonato Europeo por Equipos       | Bydgoszcz              | 4.º                    | 4 × 400 m              | 3:04.52                |
| 2019                   | Campeonato Mundial                   | Doha                   | 14.º (s.)              | 4 × 400 m              | 3:04.27                |
| 2021                   | Campeonato Europeo en Pista Cubierta | Toruń                  | 16.º (s.)              | 400 m                  | 47.02                  |
| 2021                   | Relevos Mundiales                    | Chorzów                | 13.º (s.)              | 4 × 400 m              | 3:06.09                |
| 2021                   | Juegos Olímpicos                     | Tokio                  | 10.º (s.)              | 4 × 400 m mixto        | 3:13.29                |
| 2022                   | Campeonato Iberoamericano            | La Nucía               | Medalla de plata       | 4 × 400 m              | 3:04.05                |
| 2022                   | Campeonato Europeo                   | Múnich                 | 4.º                    | 4 × 400 m              | 3:00.54                |
| 2023                   | Campeonato Mundial                   | Budapest               | 15.º (s.)              | 4 × 400 m              | 3:02.64                |
| 2025                   | Relevos Mundiales                    | Cantón                 | 10.º (r.)              | 4 × 400 m mixto        | 3:12.55                |

## Marcas personales
| Prueba               | Marca   | Viento | Lugar     | Fecha                |
| -------------------- | ------- | ------ | --------- | -------------------- |
| 200 metros           | 20.59   | + 0.6  | Barcelona | 23 de julio de 2017  |
| 400 metros           | 45.00   | -      | Monachil  | 7 de julio de 2017   |
| 4 × 400 metros       | 3:00.54 | -      | Múnich    | 20 de agosto de 2022 |
| 4 × 400 metros mixto | 3:12.55 | -      | Cantón    | 11 de mayo de 2025   |

| Prueba         | Marca   | Lugar      | Fecha                 |
| -------------- | ------- | ---------- | --------------------- |
| 200 metros     | 21.18   | Madrid     | 28 de enero de 2017   |
| 400 metros     | 46.35   | Salamanca  | 19 de febrero de 2017 |
| 4 x 400 metros | 3:07.52 | Birmingham | 3 de marzo de 2018    |